# Triệu Vân (xã)
Triệu Vân là một xã thuộc huyện Triệu Phong, tỉnh Quảng Trị, Việt Nam.

## Hành chính
Xã Triệu Vân được chia thành 3 thôn: 7, 8, 9.